# Флота
Флота или поморска флота је формација великог броја ратних бродова у оквиру неке операције или морнарице. Пошто многе државе имају мале морнарице састављене од само једне флоте, назив флота се често користи и као синоним за морнарицу. Еквивалент флоти на копну је армија.
Флотом обично командује адмирал, али није неуобичајено да флотом командује вицеадмирал или контраадмирал. Имена флотама се дају по мору или океану у којем је флота стационирана, са изнимком морнарице Сједињених Америчких Држава која користи бројеве.

## Модерне флоте
Данас су флоте углавном само административне јединице, док се за поједине операције употребљавају оперативне групе. Модерне флоте се деле на океанске, речне и приобалне.